# Тодор Крстић Алгуњски
Тодор Крстић Алгуњски (рођен у селу Отља 1877), је био српски четнички војвода и командант током Борбе за Македонију.

## Биографија
Рођен је Тодор 1877. године у селу Отљи (код Куманова) у старом жеглиговском крају. Још као дете од три године остао је без оца, којег су убили Арнаути. Мајка се онда преудала и одвела га у очухову кућу, у село Алгуњу. Придев Алгуњски је добио по том месту. Рано се одвојио од нове породице, и настанио код стрица који је био ашчија у Прокупљу. Док је прао судове у стричевој кухињи маштао је да се са оружјем у руци бори за слободу свог народа.

## Са Бугарима
Када је стасао са 20 година, одметнуо се Тодор од турске власти. Године 1902. у пролеће прешао је бугарску границу и пришао Елефтерову, полицијском писару и војводи у Бугарској. Као бугарски четник, Тодор је учествовао у борбама и рањен у неврокопском крају. Лечио га је травама и ракијом, извесни чика Илија у Ћустендилу, док није оздравио. Учествовао је у борбама у кривопаланачком крају током Крушевског устанка, а затим повлачио са четом поручника војводе Атанасова, ка Бугарској. У првом бугарском насељу преко границе Ђувешеву, скупили су се остаци разбијених чета поручника Танасева, Бабате и Крсте Коњушког. Бесне због пораза бугарске четничке вође су решиле да из освете спале Криву Паланку. Повели су четнике опет преко границе, код села Доганца. Али уместо утовођа на Калин Камену дочекала их је турска војска, па су се морали повлачити назад. Међутим на граници су наишли на заседу и остали опкољени. Заостали су подаље за својом четом, само Тодор Крстић и његов колега Крсте Ковачевића Трговишког, и то неисправних пушака. Преостали четници који су се домогли Бугарске, сабрани су у касарну у Ћустендилу. После три дана колико су ту били и то затворени у касарни, стражарно су спроведени у Радомир. Одатле су ускоро враћени у Софију, у тамошњи затвор где је огорчен због услова и третмана, Србин решио да напусти бугарске четнике. Тодор је тражио да га пусте да оде у место Каварну, где је његов командир војвода Никола Елефтеров био постављен за среског начелника. Пошто га је одбио Бугарин, Крстић се упутио у Варну да тражи посао. Тамо је на пристаништу срео саборце Јована кривопаланачког и Николу ђевђелијског. Када су сазнали да се ту пишу добровољци за Русију, који је требало да се боре против Јапана, одмах су пристали. Руски агенти су их снадбели новцем и на неколико дана сместили у хотел, пре него што су им обезбедили превоз на лађи у Одесу. У том руском граду сместили су се млади авантуристи пуни одушевљења у кадетској школи, чекајући регрутацију. Али на њихову велику жалост, руска регрутна комисија их је по прегледу прогласила неспособним за војску(!). Остали су им само ушивени новчићи "наполеони" које су добили у Варни. После извесних перипетија око отварања пекаре, Никола је побегао са новцима, а Тодор је са колегом Јованом кренуо ка Србији. Преосталим новцем су могли само да дођу до Јашија. Ту су постали посластичарски шегрти код једног печалбара из Битоља, а са зарађеним новцем спустили су се до Браиле. Ту су упознали Србе морнаре који су има дали одела и увукли у лађу (без докумената) и превезли Дунавом, до Кладова. Ту су се младићи предали српским властима. Током испитивања рекли су ко су и шта су и да би желели да ступе у "српску организацију". Они су већ чули да је 1903. године кренула српска четничка организација, која треба да припрема акције у Старој Србији и Македонији, а Тодор је био решен да јој се прикључи. Полиција им је дала документе и по 10 динара да стигну до Београда. Прикључили су се српским комитама, који су се припремали у београдској Старој Богословији.

## Српски комитски војвода
Пре него што су кренуле српске чете у Турску, Београдски одбор је слао људе од поверења, способне и одане који су знали прилике на терену. Др Гођевац је послао Тодора Крстића "хлебара и комиту" да оде и испита прилике у свом родном крају. Пребацио се илегално као цивил (српски комита), преко старе српско-турске границе и стигао о Спасовдану 1904. године до своје породице у Алгуњу. Дочекали су га мајка и сестра; други га се нису ни сећали. Ускоро су код Алгуње појавио комитски војвода Анђелко Алексић са својом четом, наступајући у првој акцији. На позив Анђелком дошао је ноћу Тодор на састанак, са хлебом за комите. Обавестио је војводу о турским стражама и егзархијским кућама. Испунио је први поверени задатак. 
Тодор Крстић је све време од 1903. до 1912. године био на терену, од кад је отпочела српска четничка организација. Познајући одлично прилике на Југу, као и све балканске језике, њему су поверене најтеже мисије. Он је увек и са успехом пребацивао са својом четом друге чете, које су ишле за поречки и кичевски крај. Издржао је војвода Крстић све четничке борбе на Челопеку, Облавцу, Козјаку, Мукосу, Орешу, Орешким ливадама, Крапи, Нежилову, Куртином Камену, Орловом Долу, Шуматој Трници, Страцину, Небрегову, Алгуњи, Четирцу и тако даље. 
За време Хуријета 1908. године, када је дата амнестија свим одметнутим Хришћанима војвода Алгуњски био је последњи који се предао турским властима.
Године 1932. Тодор Крстић је ушао у Одбор који је радио на подизању споменика погинулом комитском војводи Петку Илићу у Старом Нагоричану. Те године на Петровдан у Куманову у Соколском дому прославио је војвода заједно са народом и пријатељима тридесетогодишњицу "националног и четничког рада."